# سيجاربي
 سيجاربي (Abdon Sgarbi )، مواليد في 27 مارس 1903 بمدينة بندينو، وتوفي سنة 18 أغسطس 1929 في فيرارا)، لاعب كرة قدم (وسط) إيطالي سابق.لعب لنادي إيه سي ميلان 15 موسما في الفتر من عام 1927 إلى 1929 وكان حينها قائدا للميلان ولعب ما يقارب 60 مباراة. قبل أن يتوفي وهو بعمر 26 متأثرا بمرض رئوي.

## وصلات خارجية
- سيجاربي على موقع قاعدة بيانات كرة القدم.إي يو (الإنجليزية)
- سيجاربي على موقع ناشيونال فوتبول تيمز (الإنجليزية)